# مهرجان بيت لحم لايف
مهرجان بيت لحم لايف هو مهرجان ثقافي سنوي يُقام على مدى أربعة أيام في مدينة بيت لحم بالضفة الغربية، فلسطين، وأقيم لأول مرة في صيف عام 2013. اعتبارًا من عام 2019، استقطب مهرجان بيت لحم لايف أكثر من 25,000 زائر محلي ودولي إلى بيت لحم للاستمتاع بالفنون، والموسيقى، والطعام، وورش العمل الجماعية. ويُنظم المهرجان من قبل مؤسسة هولي لاند ترست، وهي منظمة فلسطينية غير ربحية مقرها بيت لحم
بدأ المهرجان كوسيلة لإحياء شارع النجمة في البلدة القديمة ببيت لحم، أحد أقدم شوارعها التجارية، وطريق الحج التقليدي للمسيحيين، بعد الانتفاضة الثانية عام 2001، شهدت بيت لحم تراجعًا حادًا في السياحة والأعمال، مما أجبر العديد من المتاجر في الشارع على الإغلاق، استغل سامي عوض، مؤسس مؤسسة الأراضي المقدسة التي تتخذ من شارع النجمة مقرًا لها أيضًا، المهرجان لجذب السياحة الدولية إلى بيت لحم، حيث أُنشئت العديد من المتاجر في الشارع خصيصًا للمهرجان.
وقد شارك في المهرجان عدد من الفنانين العالميين، بما في ذلك ماركوس مومفورد وونستون مارشال من مومفورد وأبناؤه وبيث رولي، وكال لافيل.